# Никольское (Фёдоровский район)
Никольское — село в Фёдоровском районе Саратовской области, до 19 марта 2022 года в составе Никольского муниципального образования (сельского поселения). С 19 марта 2022 года в составе Морцевского муниципального образования.

## Физико-географическая характеристика
Посёлок расположен в Низком Заволжье, в пределах Сыртовой равнины, относящейся к Восточно-Европейской равнине, на высоте около 85 метров над уровнем моря, чуть выше пруда Центральный (бассейн реки Морец). Рельеф местности равнинный, слабо-холмистый. 
Почвы тёмно-каштановые.
По автомобильным дорогам расстояние до районного центра рабочего посёлка Мокроус — 49 км, до областного центра города Саратов — 170 км.
Часовой пояс
Никольское, как и вся Саратовская область, находится в часовой зоне МСК+1. Смещение применяемого времени относительно UTC составляет +4:00.

## Население
Динамика численности населения
| 1910 | 1987 | 2002 |
| ---- | ---- | ---- |
| 747  | ≈340 | 377  |

| 2002 | 2010 |
| ---- | ---- |
| 338  | ↘328 |

## История
Основано как посёлок Никольский. Посёлок относился к Краснянской волости Новоузенского уезда Самарской губернии. Согласно Списку населённых мест Самарской губернии в посёлке проживали бывшие государственные крестьяне, русские и малороссы, православные, всего 359 мужчин и 388 женщин. Крестьяне арендовали 2279 десятин удобной и 25 десятин неудобной земли. В посёлке имелись ветряная мельница и школа грамотности.

## Связь
Сотовая связь и высокоскоростной мобильный интернет стандарта 4G/LTE.